# Bob Riley

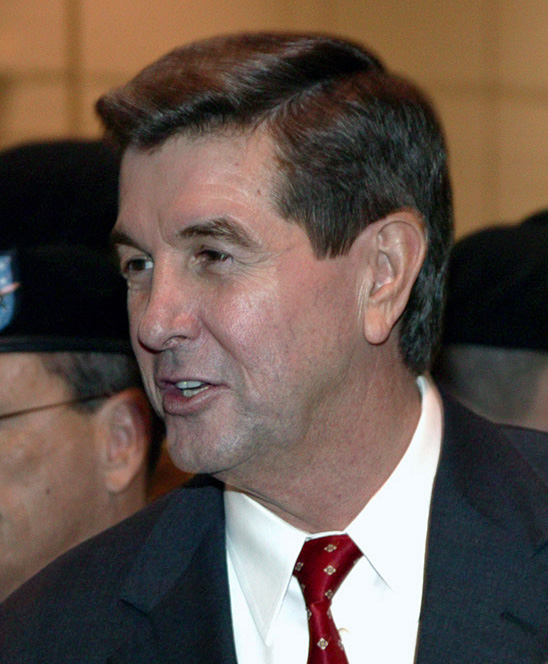
Bob Riley (2004)

Robert Renfroe „Bob“ Riley (* 3. Oktober 1944 in Ashland, Clay County, Alabama) ist ein US-amerikanischer Politiker (Republikanische Partei) und ehemaliger Gouverneur des Bundesstaates Alabama.

## Frühe Jahre und politischer Aufstieg
Bob Riley wurde 1944 in Ashland geboren, wo seine Familie schon seit sechs Generationen auf Ranchen und Farmen lebt. Er graduierte an der University of Alabama mit einem Diplom in Betriebswirtschaftslehre und kehrte anschließend in seine Heimatstadt zurück, wo er seine Highschoolliebe, Patsy Adams, heiratete, mit der er heute vier Kinder hat. Danach eröffnete er mit seinem Bruder ein kleines Geschäft, wo er Eier von Haus zu Haus verkaufte. Das Unternehmen wuchs und wurde einer der größten integrierten Geflügelbetriebe im Südosten.
Für die nächsten 30 Jahre führte Riley eine Anzahl erfolgreicher Geschäfte, einschließlich eines Lebensmittelmarktes, eines Fuhrunternehmens, eines Autohauses, eines Immobilienunternehmens sowie einer kleinen Apotheke. Außerdem betätigte er sich für mehr als 25 Jahre als Viehzüchter.
Riley entschloss sich 1996 eine politische Laufbahn einzuschlagen, indem er als Vertreter von Alabamas 3. Kongressbezirk in das US-Repräsentantenhaus gewählt wurde. Dabei besiegte er den Demokraten T. D. Little und den Libertären John Sophocleus. Er diente dort von 1997 bis 2003. Riley arbeitete daran, den ersten ausgeglichenen Haushalt dieser Generation, die erste Steuersenkung innerhalb der letzten 20 Jahre sowie eine stärkere nationale Verteidigung von seinem Sitz im House Armed Services Committee zu verabschieden. Ferner erfüllte er sein Versprechen, nur drei Amtszeiten im Kongress zu verbleiben.

## Gouverneur von Alabama
Im November 2002 wurde Riley zum Gouverneur von Alabama gewählt und im Januar 2003 vereidigt. Er wurde 2006 wiedergewählt. Er verbesserte das Bildungswesen, setzte Alabamas Wirtschaft auf die rechte Spur und begünstigte Offenheit im Gouverneursamt. Riley stellte ein Führungskabinett auf, zusagend die Staatsregierung zu reformieren. Er machte seine Verwaltungsbehörde offen sowie rechenschaftspflichtig. Ferner verbot er die Durchfahrt von Schweinefleisch und sicherte so dem Steuerzahler 40 Millionen Dollar. Außerdem führt er einen Budgetprozess ein, genannt SMART Governing, der den Steuerzahler in die Lage versetzte zu sehen, wie sein Geld durch jede Regierungsbehörde verbraucht wird.
Riley veränderte Alabamas Wirtschaftsentwicklungsmodell. Alabama erreichte ein Rekordtief an Arbeitslosenquoten, die Schaffung von mehr als 100.000 neuen Jobs sowie einen Haushaltsüberschuss. Eine starke und wachsende Wirtschaft erlaubte es Riley die Fördermittel für das Bildungswesen auf mehr als 2 Milliarden Dollar anzuheben. Er investierte in Alabamas Reading Initiative und in das Alabama Math, Science and Technology Initiative sowie Rekordsummen in deren Klassenzimmer. Der Staat hatte den höchsten Endbetrag, der jemals in seinem Notzeitenfond und Zuteilungspräventionskonto eingezahlt wurde.
Riley wurde im Januar 2007 für seine zweite Amtszeit vereidigt. Er verfolgte eine Agenda, genannt „Plan 2010“. Ferner empfahl er auch, mehr Finanzmittel für Schulen bereitzustellen, einschließlich einer Anleihe, die dem Schulsystem bei Bauprojekten sowie Instandsetzungen helfen sollte. Er empfahl auch pro-wachsende Steuerbegünstigungen, die Familien der Mittelklasse helfen werden, die Gesundheitsfürsorge leistbarer zu machen sowie neue Jobs zu schaffen.
Im Sommer 2008 geriet Riley in das Visier von Amnesty International, als er dem Todeskandidaten Thomas Arthur einen möglicherweise entlastenden DNA-Test zum Beweis seiner Unschuld mit den Worten „DNA-Beweise werden Mr. Arthur nicht entlasten“ vorenthielt.